# Charchilla
Charchilla ist eine französische Gemeinde im Département Jura in der Region Bourgogne-Franche-Comté.

## Geographie
Charchilla liegt auf 582 m, etwa 14 Kilometer nordwestlich der Stadt Saint-Claude (Luftlinie). Das Dorf erstreckt sich im Jura, auf einem Hochplateau zwischen dem Taleinschnitt des Lac de Vouglans im Westen und den bewaldeten Ketten des Hochjuras im Osten.
Die Fläche des 6,84 km² großen Gemeindegebiets umfasst einen Abschnitt des französischen Juras. Die westliche Grenze verläuft entlang dem Steilhang, der zum Tal des Ain überleitet, das heute durch den Aufstau des Lac de Vouglans überflutet ist und ein beliebtes Erholungsgebiet darstellt. Das Areal reicht jedoch nicht bis zum Stausee hinunter. Der restliche Teil des Gemeindebodens wird vom Plateau eingenommen, das auf durchschnittlich 580 m liegt. Mit 690 m wird am östlich angrenzenden Hang unterhalb der Fyète die höchste Erhebung von Charchilla erreicht. Das Gemeindegebiet ist Teil des Regionalen Naturparks Haut-Jura (frz.: Parc naturel régional du Haut-Jura).
Nachbargemeinden von Charchilla sind Meussia im Norden, Crenans im Osten, Moirans-en-Montagne im Süden sowie Maisod im Westen.

## Geschichte
Das Gemeindegebiet von Charchilla war bereits in gallorömischer Zeit besiedelt. Erstmals urkundlich erwähnt wird der Ort im 12. Jahrhundert. Seit 1308 bildete Charchilla den Mittelpunkt der Herrschaft Rognon. Zusammen mit der Franche-Comté gelangte das Dorf mit dem Frieden von Nimwegen 1678 an Frankreich.

## Sehenswürdigkeiten

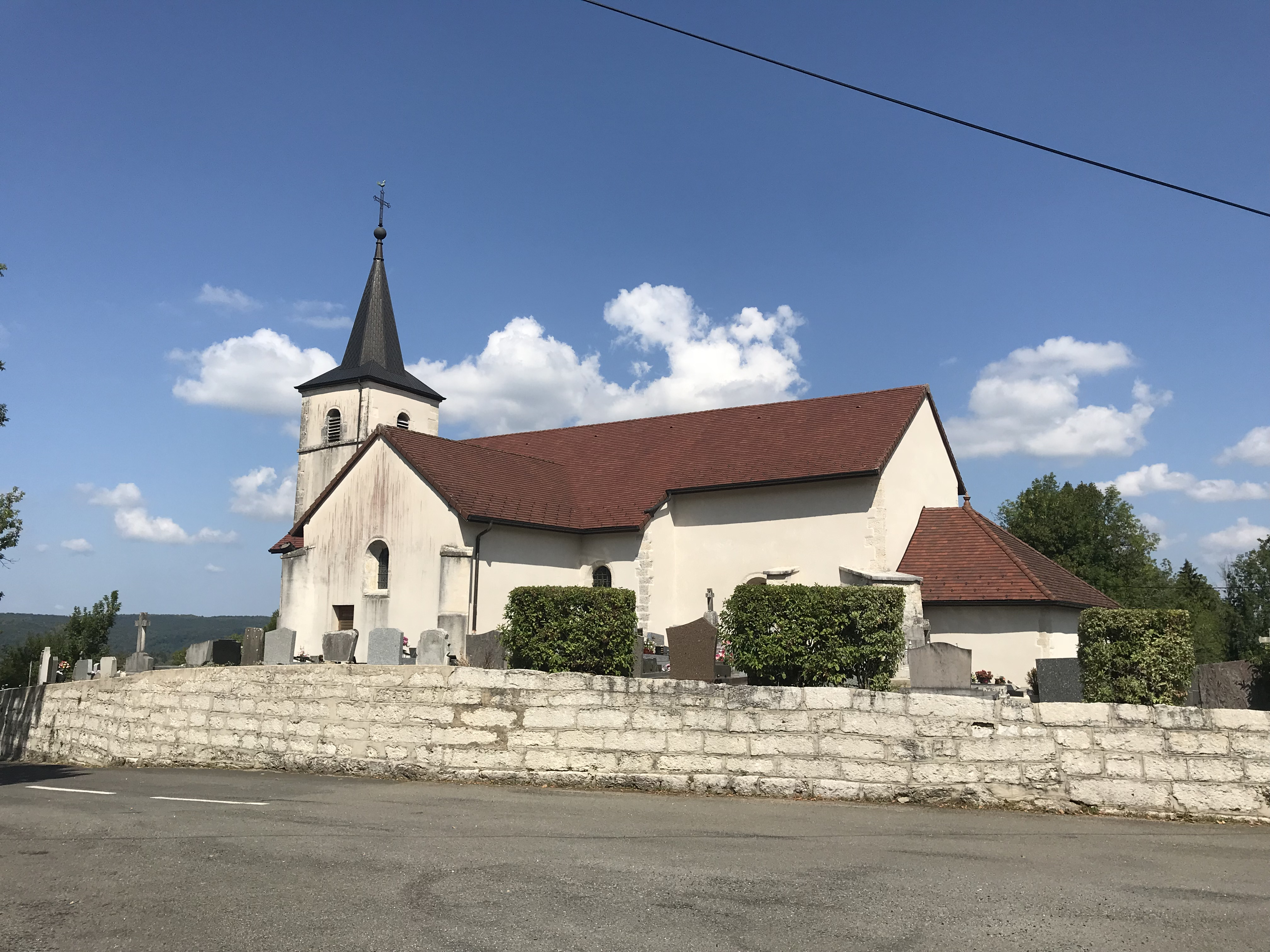
Kirche Saint-Pierre

Die Dorfkirche von Charchilla stammt ursprünglich aus dem 14. Jahrhundert und wurde danach mehrfach verändert. Der Herrschaftssitz von Rognon ist erhalten.

## Bevölkerung
| Jahr                       | 1962 | 1968 | 1975 | 1982 | 1990 | 1999 | 2006 | 2019 |
| Einwohner                  | 194  | 159  | 173  | 233  | 251  | 249  | 225  | 289  |
| Quellen: Cassini und INSEE |      |      |      |      |      |      |      |      |

Mit 287 Einwohnern (Stand 1. Januar 2022) gehört Charchilla zu den kleinen Gemeinden des Départements Jura. Nachdem die Einwohnerzahl in der ersten Hälfte des 20. Jahrhunderts markant abgenommen hatte (1886 wurden noch 281 Personen gezählt), wurde seit Beginn der 1970er Jahre insgesamt wieder eine Bevölkerungszunahme verzeichnet.

## Wirtschaft und Infrastruktur
Charchilla war bis weit ins 20. Jahrhundert hinein ein vorwiegend durch die Landwirtschaft geprägtes Dorf. Daneben gibt es heute einige Betriebe des Klein- und Mittelgewerbes, darunter eine Spielwarenfabrik und ein Unternehmen des Baugewerbes. Mittlerweile hat sich das Dorf auch zu einer Wohngemeinde gewandelt. Viele Erwerbstätige sind Wegpendler, die in den größeren Ortschaften der Umgebung ihrer Arbeit nachgehen.
Die Ortschaft ist verkehrstechnisch gut erschlossen. Sie liegt an der Hauptstraße D470, die von Lons-le-Saunier nach Saint-Claude führt. Weitere Straßenverbindungen bestehen mit Maisod und Crenans.